# حكومة نيوزيلندا
حكومة نيوزيلندا (بالإنجليزية: New Zealand Government، بالماورية: Te Kāwanatanga o Aotearoa) هي الحكومة المركزية التي تمارَس من خلالها السلطة في نيوزيلندا. كما هو الحال في معظم الديمقراطيات البرلمانية، يشير مصطلح «حكومة» بصورة رئيسية إلى السلطة التنفيذية، وبصورة أكثر تحديدًا إلى الوزارة الجماعية التي تمارس تلك السلطة. انطلاقًا من مبدأ الحكومة المسؤولة، تعمل الحكومة ضمن إطار أن «الملكة تعتلي العرش، لكن الحكومة تحكم ما دامت تحظى بدعم مجلس النواب». يصف وثيقة مجلس الوزراء القوانين والأحكام والأعراف الرئيسية التي تؤثر على سلوك وعمل الحكومة.
تمارَس السلطة التنفيذية من قبل الوزراء الذين يؤدون جميعهم القسم في المجلس التنفيذي ويخضعون للمساءلة أمام الهيئة التشريعية المنتخبة، مجلس النواب. يشكل العديد من كبار الوزراء (عددهم 20عادةً) هيئة جماعية لصنع القرار تُعرف باسم مجلس الوزراء الذي يقوده رئيس الوزراء (حاليًا جاسيندا أرديرن). عدد قليل من الوزراء (عادةً ما يكونون مستجدين أو داعمين) هم جزء من المجلس التنفيذي إلا أنهم خارج مجلس الوزراء. يمتلك معظم الوزراء حقائب بمسؤوليات محددة مثل الإدارات أو مجالات السياسة، على الرغم من أنه يمكن تعيين الوزراء دون حقيبة.
يعود منصب رئيس الوزراء إلى من ينال ثقة أغلبية الأعضاء في مجلس النواب. ويتحدد هذا المنصب أيضًا من خلال عدة عوامل أخرى كاتفاقيات الدعم بين الأحزاب وأصوات القيادة الداخلية في الحزب الذي يقود الحكومة. يعيَّن رئيس الوزراء والوزراء الآخرون رسميًا من قبل الحاكم العام لنيوزيلندا (وهو ممثل الملكة في نيوزيلندا). بموجب العرف، يتصرف الحاكم العام لنيوزيلندا بناءًا على مشورة رئيس الوزراء في تعيين الوزراء.

## الاصطلاح
في نيوزيلندا، يمكن لمصطلح حكومة أن يشمل عددًا من المعاني المختلفة. بمعناه الأوسع، يمكن أن يشير من الناحية الجماعية إلى السلطات التقليدية الثلاث للحكومة –السلطة التنفيذية والسلطة التشريعية (الملكة بدورها التشريعي ومجلس النواب) والسلطة القضائية (المحكمة العليا والمحاكم الفرعية). تعمل كل سلطة بصورة مستقلة عن السلطة الأخرى في ترتيب يوصف بـ«فصل السلطات».
بشكل أكثر شيوعًا، يستخدم المصطلح للإشارة بشكل خاص إلى السلطة التنفيذية. يشكل أكبر حزب أو ائتلاف في مجلس النواب، مع عدد كاف من النواب للفوز بأصوات برلمانية حاسمة، حكومةً، وهذا هو المعنى المقصود حين يقال إن حزبًا سياسيًا «يشكل الحكومة». يحدد قانون دستور عام 1986، وهو الجزء الرئيسي من دستور نيوزيلندا، موقع الحكومة التنفيذية في المجلس التنفيذي الذي يضم أيضًا وزراءًا من خارج مجلس الوزراء.
يضم الجناح التنفيذي لمباني البرلمان، الذي يُعرف باسم «خلية النحل» نظرًا إلى شكل المبنى، العديد من المكاتب الحكومية وهو أيضًا المكان الذي يجتمع فيه مجلس الوزراء. ولهذا السبب يستخدَم اسم خلية النحل في بعض الأحيان ككناية للإشارة إلى حكومة نيوزيلندا. يستخدم الموقع الرسمي لحكومة نيوزيلندا عنوان الويب Beehive.govt.nz.

## التاريخ
مُنحت نيوزيلندا مكانة مستعمرة تتمتع بحكم ذاتي في عام 1853 في أعقاب صدور قانون دستور نيوزيلندا لعام 1852، الذي كان قانونًا أصدره برلمان المملكة المتحدة. شُكلت حكومات على المستويين المركزي والإقليمي، مع ستة مقاطعات في البداية. ألغيت المقاطعات بموجب قانون إلغاء المقاطعات لعام 1876، أثناء رئاسة هاري أتكينسون للوزراء. لأغراض القانون، لم تعد المقاطعات موجودة رسميًا في 1 يناير 1877.
شكلت وزارة سيويل أول حكومة مسؤولة، مع السيطرة على كافة الشؤون الداخلية البعيدة عن السياسة الوطنية. تشكلت في عام 1856 واستمرت من 18 أبريل إلى 20 مايو. اعتبارًا من 7 مايو فصاعدًا، مُنح هنري سيويل لقب «سكرتير المعسكرات»، وبات يُعد عمومًا بأنه أول رئيس وزراء للبلاد. لم تظهر أول وزارة تشكلت على أسس حزبية حتى عام 1891، حين شكل جون بالانس الحزب الليبرالي والحكومة الليبرالية. أصبح رئيس الوزراء القائد والوجه العام للحزب الحاكم. رُقيت مكانة ممثل الملك من الحاكم إلى «الحاكم العام» في براءة تمليك عام 1917.

## الحكومة والسلطة الملكية
يطلَق على حكومة نيوزيلندا رسميًا اسم حكومة صاحبة الجلالة على ختم نيوزيلندا. تلك إشارة إلى الملكة، الملكة إليزابيث الثانية حاليًا، التي تعرَّف على أنها رأس الدولة في قانون دستور عام 1986. تظل السلطة القانونية للدولة المنوطة بالملك، والتي تعرف باسم «السلطة الملكية»، مصدر السلطة التنفيذية التي تمارسها الحكومة. لم تقع السيادة على الإطلاق في نيوزيلندا بين يدي الملك نظرًا إلى وثيقة حقوق 1689 الإنجليزية، التي ورثتها نيوزيلندا في وقت لاحق، التي ترسخ مبدأ السيادة البرلمانية. وعلى الرغم من ذلك، يصف قانون الدستور الملك بأنه «صاحب سيادة».
تحوز السلطة الملكية في العديد من المجالات على مجموعة من الصلاحيات التي تُعرف بالامتياز الملكي. على سبيل المثال، الموافقة الملكية (موافقة الملك) مطلوبة لسن القوانين ويمنح الإمضاء الملكي السلطة لبراءة التمليك والمراسيم الملكية. وتشمل الامتيازات الملكية أيضًأ استدعاء وحل البرلمان للدعوة إلى انتخابات، وتمتد لتشمل الشؤون الخارجية: المفاوضة وإقرار المعاهدات والتحالفات والاتفاقيات الدولية والحق في إعلان الحرب والسلام ونشر وتسليح قوات الدفاع.
نادرًا ما تمارس الملكة صلاحياتها التنفيذية، نظرًا إلى أن صاحبة السيادة لا تقيم عادةً في نيوزيلندا، تعيّن الحاكم العام ليمثلها وليمارس معظم صلاحياتها. يجري اختيار الشخص الذي يشغل هذا الدور بناءًا على مشورة رئيس الوزراء. «المشورة» بهذا المعنى هي اختيار بشكل عام دون خيارات لأنه سيكون من غير التقليدي إلى حد كبير التغاضي عن مشورة رئيس الوزراء، وهو عرف يحمي الملكية. ليست الملكة مسؤولة شخصيًا عن قرارات الحكومة ما دامت تتبع مشورة وزرائها. ليس للحاكم العام مدة ولاية رسمية ويقال أنه يقوم بدوره «عند رضى وسرور جلالتها».
وفقًا للشروط التقليدية للملكية الدستورية، نادرًا ما تتدخل الملكة وممثلها بشكل مباشر في الشؤون السياسية. تمامًا كما يكون اختيار سيادية الحاكم العام بناءًا على مشورة رئيس الوزراء، يمارس الحاكم العام الصلاحيات التنفيذية بناءًا على مشورة الوزراء.

## حكومة في البرلمان
في ظل أعراف نظام وستمنستر، تكون الحكومة مسؤولةً أمام مجلس النواب، المكون المنتخب ديمقراطيًا للبرلمان، وليس أمام صاحب السيادة. تسمى هذه الحكومة المسؤولة. على سبيل المثال، يدلي الوزراء ببيانات في مجلس النواب ويجيبون عن أسئلة أعضاء المجلس الآخرين. يطلب من الحكومة بموجب الأعراف ولأسباب عملية الحفاظ على دعم أو ثقة مجلس النواب. وتتطلب أيضًا دعم مجلس النواب للحفاظ على الاعتمادات المالية (عبر التصويت من خلال موازنات الحكومة) من أجل إقرار التشريعات الأولية. بموجب الأعراف، إذا فقدت الحكومة ثقة مجلس النواب فينبغي عليها إما الاستقالة أو إجراء انتخابات عامة. لم تُهزم أية حكومة منذ عام 1928 في تصويت على الثقة وبذلك لم تضطر للاستقالة.
عند حل البرلمان، الذي يجب أن يحدث مرةً كل ثلاث سنوات على الأقل، لم يعد الوزراء أعضاءًا في مجلس النواب، وعلى الرغم من ذلك، يمكنهم البقاء أعضاء في المجلس التنفيذي لمدة تصل إلى ثلاثين يومًا بعد مغادرة المجلس.

## الوزراء

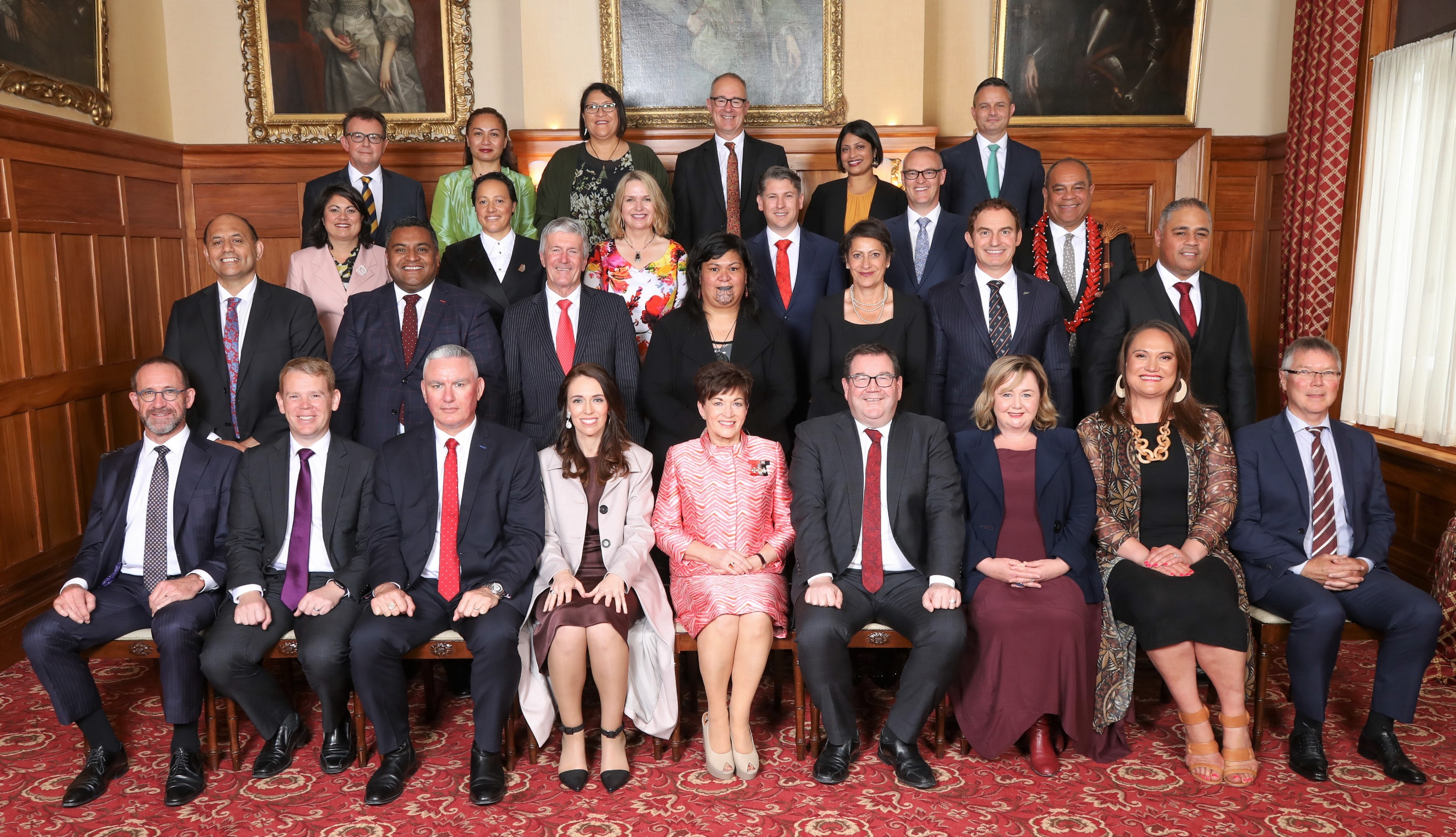
تعيين الوزارة عام 2020 للحكومة العمالية السادسة

يعرَفون أيضًا بـ«وزراء السلطة الملكية»، وهم أعضاء في البرلمان يحملون تفويضات وزارية من السلطة الملكية لأداء وظائف معينة في الحكومة. ويشمل ذلك صياغة وتنفيذ السياسات وتقديم المشورة للحاكم العام. قبل عام 1996، كان جميع الوزراء تقريبًا أعضاءًا في مجلس الوزراء، إلا أنه منذ إدخال التمثيل النسبي، الذي أفضى إلى ترتيبات معقدة للحكم، هناك حاليًا ثلاث فئات من الوزراء: الوزراء في مجلس الوزراء والوزراء من خارج مجلس الوزراء والوزراء من الأحزاب الداعمة.

## وصلات خارجية
- الموقع الرسمي